# Else-Marie Lindgren
Else-Marie Charlotte Lindgren, född Vahlöf 24 juni 1949 i Gustav Adolfs församling i Borås, är en svensk politiker (kristdemokrat). Hon var kommunalråd i Borås kommun 1998–2002[källa behövs] och ordinarie riksdagsledamot 2002–2010, invald för Västra Götalands läns södra valkrets.
I riksdagen var hon ledamot i försvarsutskottet 2006–2010. Hon var även suppleant i EU-nämnden, finansutskottet, försvarsutskottet, utrikesutskottet, sammansatta konstitutions- och utrikesutskottet, sammansatta utrikes- och försvarsutskottet, Nordiska rådets svenska delegation och riksdagens delegation till Interparlamentariska unionen, samt deputerad i sammansatta utrikes- och försvarsutskottet.
Lindgren väckte uppmärksamhet när hon i februari 2009 sade att statsministern borde börja avsluta sina tal med "Gud välsigne Sverige".